# Széphalom (Sátoraljaújhely)
Széphalom ist ein Stadtteil von Sátoraljaújhely im Komitat Borsod-Abaúj-Zemplén. Bis 1981 war Széphalom eine eigenständige Gemeinde.

## Geografische Lage
Széphalom liegt ungefähr vier Kilometer nördlich des Stadtzentrums von Sátoraljaújhely in Nordungarn, einen Kilometer von der Grenze zur Slowakei entfernt. Nachbargemeinden sind Alsóregmec und Mikóháza.

## Verkehr
Durch Széphalom verläuft die Landstraße Nr. 3719. Der nächstgelegene Bahnhof befindet sich im südlichen Teil von Sátoraljaújhely.

## Geschichte
Hier lebte und starb der ungarische Schriftsteller und Reformator der ungarischen Sprache Ferenc Kazinczy, woran ein von Miklós Ybl entworfenes Denkmal sowie das Museum der Ungarischen Sprache erinnern.

## Sehenswürdigkeiten
- Ferenc-Kazinczy-Gedächtnishalle (Kazinczy Ferenc Emlékcsarnok)
- Museum der Ungarischen Sprache (A Magyar Nyelv Múzeuma)
- Römisch-katholische Kirche Jézus Szíve
- Statue von Sophie Török (Török Sophie mellszobra )

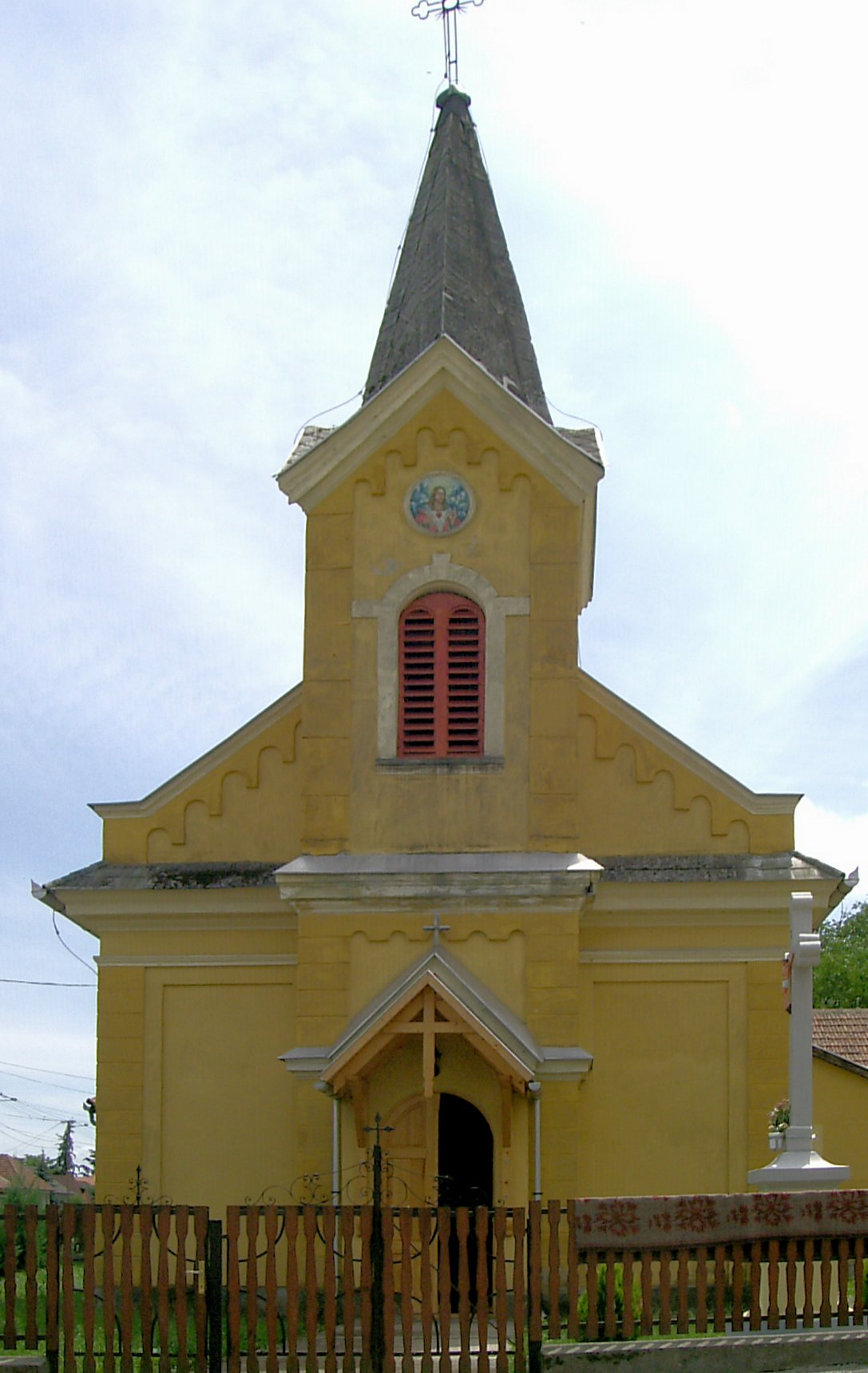
Römisch-katholische Herz-Jesu-Kirche in Széphalom
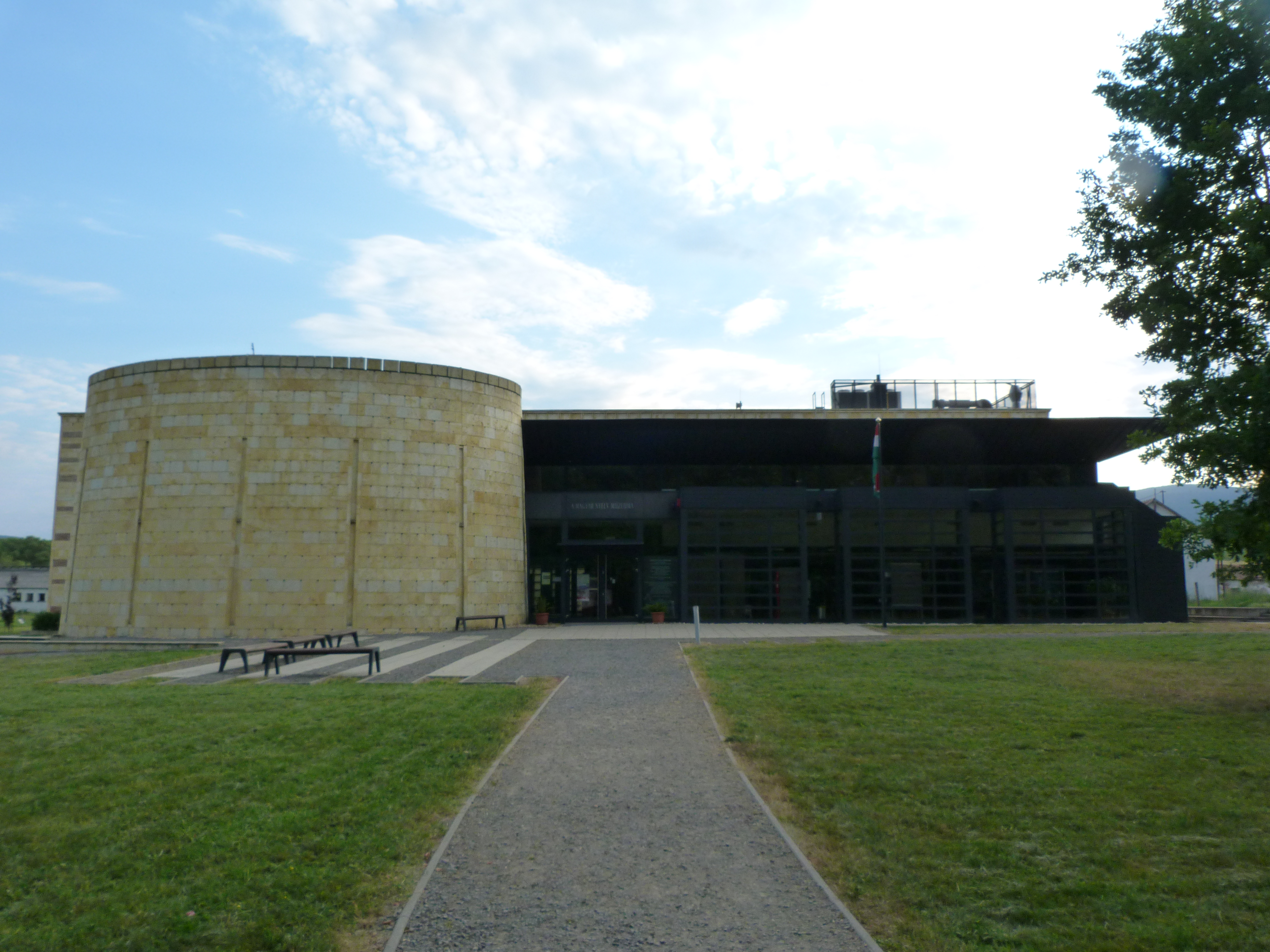
Museum der Ungarischen Sprache in Széphalom
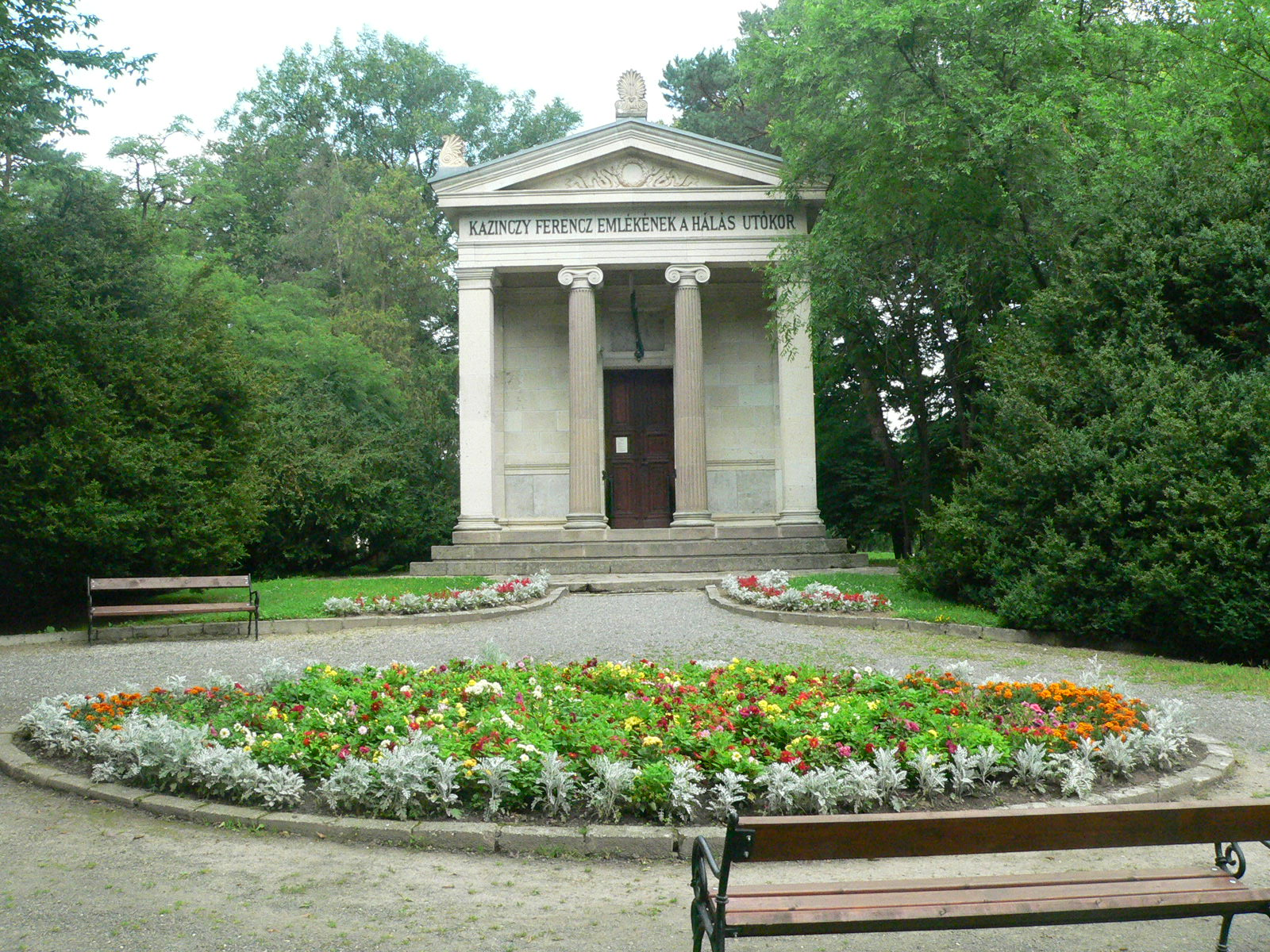
Ferenc-Kazinczy-Gedächtnishalle
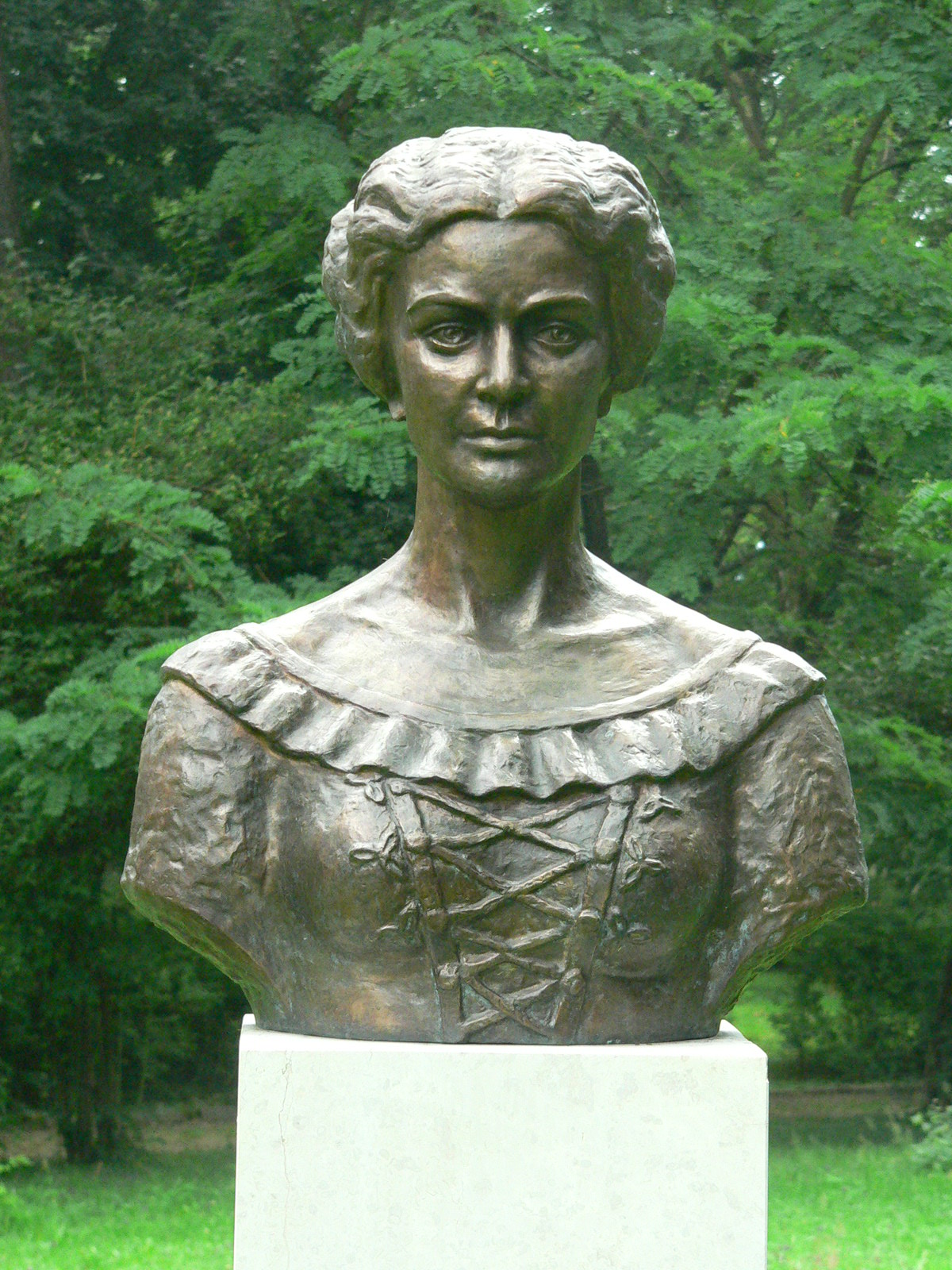
Statue von Sophie Török